# Változtatható kapacitású kondenzátor

A síkkondenzátor kapacitását befolyásoló tényezők

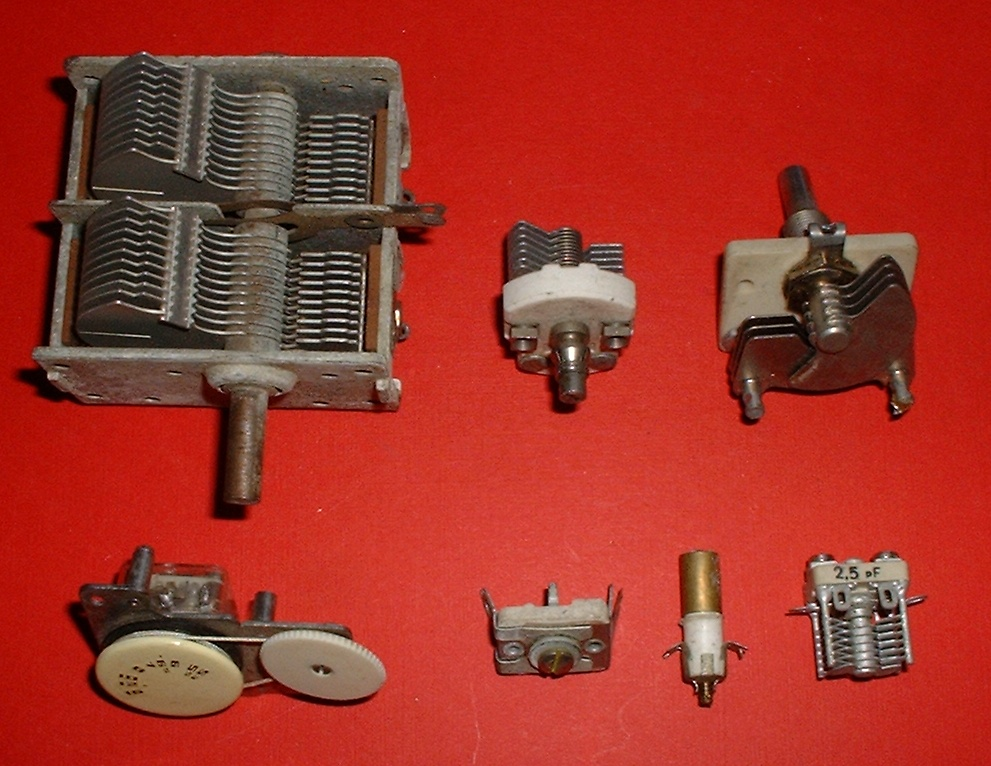
Változtatható kapacitású kondenzátorok

A változtatható kapacitású kondenzátor olyan kondenzátor, amelynek kapacitása bizonyos határok között megváltoztatható. A (sík)kondenzátor kapacitása a fegyverzetek közti szigetelő (dielektrikum) permittivitásától (ε), a fegyverzetek egymással szemben álló felületének nagyságától (A) és a fegyverzetek távolságától (d) függ a
{\displaystyle C=\varepsilon \cdot {{A} \over {d}}}
képlet szerint. A fenti mennyiségek valamelyikének megváltoztatásával tehát a kondenzátor kapacitása szabályozható.
A változtatható kapacitású kondenzátorok a beállítási mód alapján két típusba sorolhatók. Az egyikben a kapacitás változtatása működés közben történik, tipikusan ilyen a rádiókban használt forgókondenzátor. A másik típusnál a kapacitás beállítása az adott eszköz elkészítésekor, beállításakor, behangolásakor történik, az ilyen kondenzátorok kapacitása működés közben nem változtatható meg. A kondenzátorok ez utóbbi típusát trimmerkondenzátornak nevezzük.

## Forgókondenzátor

Forgókondenzátor elvi rajza

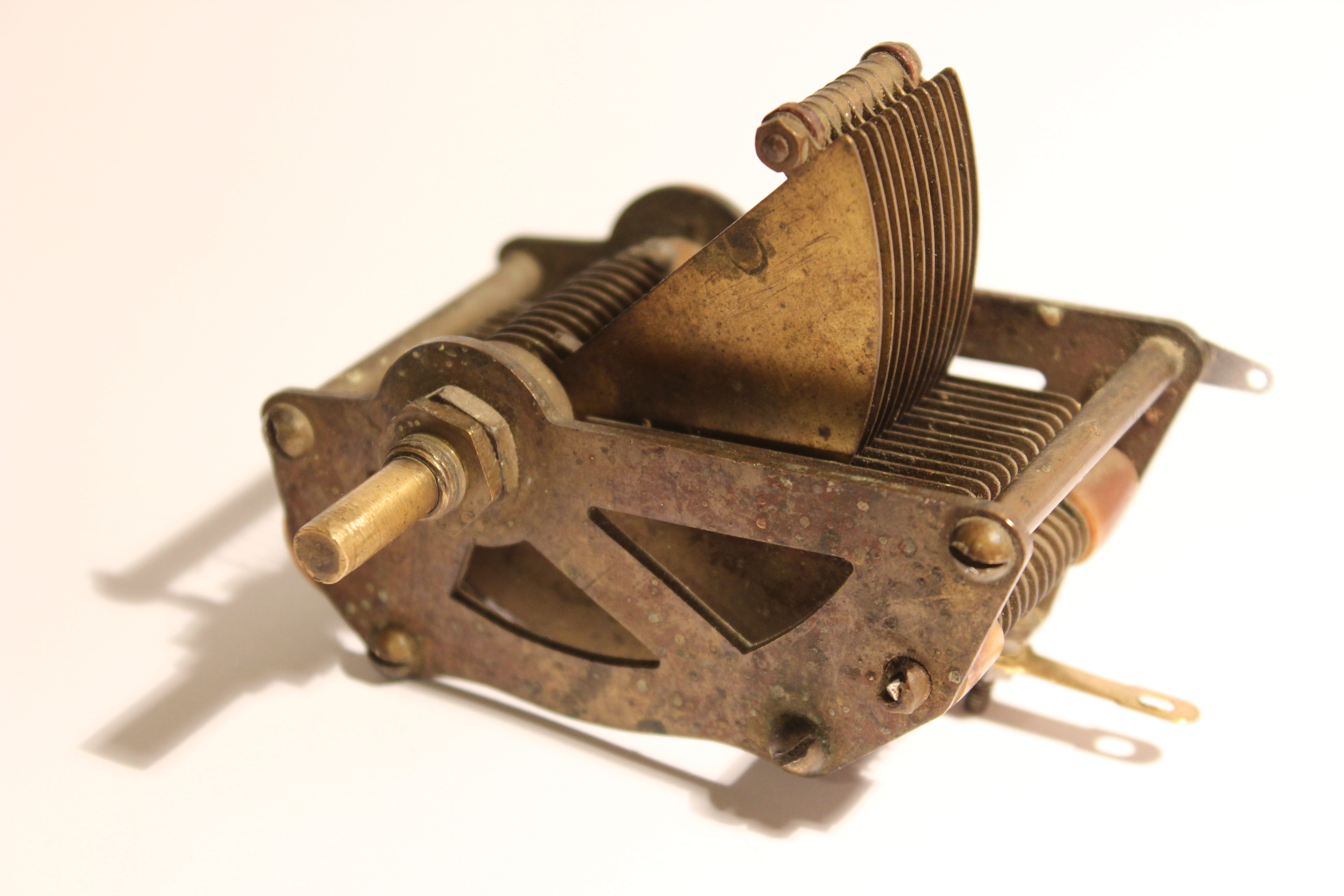
Forgókondenzátor

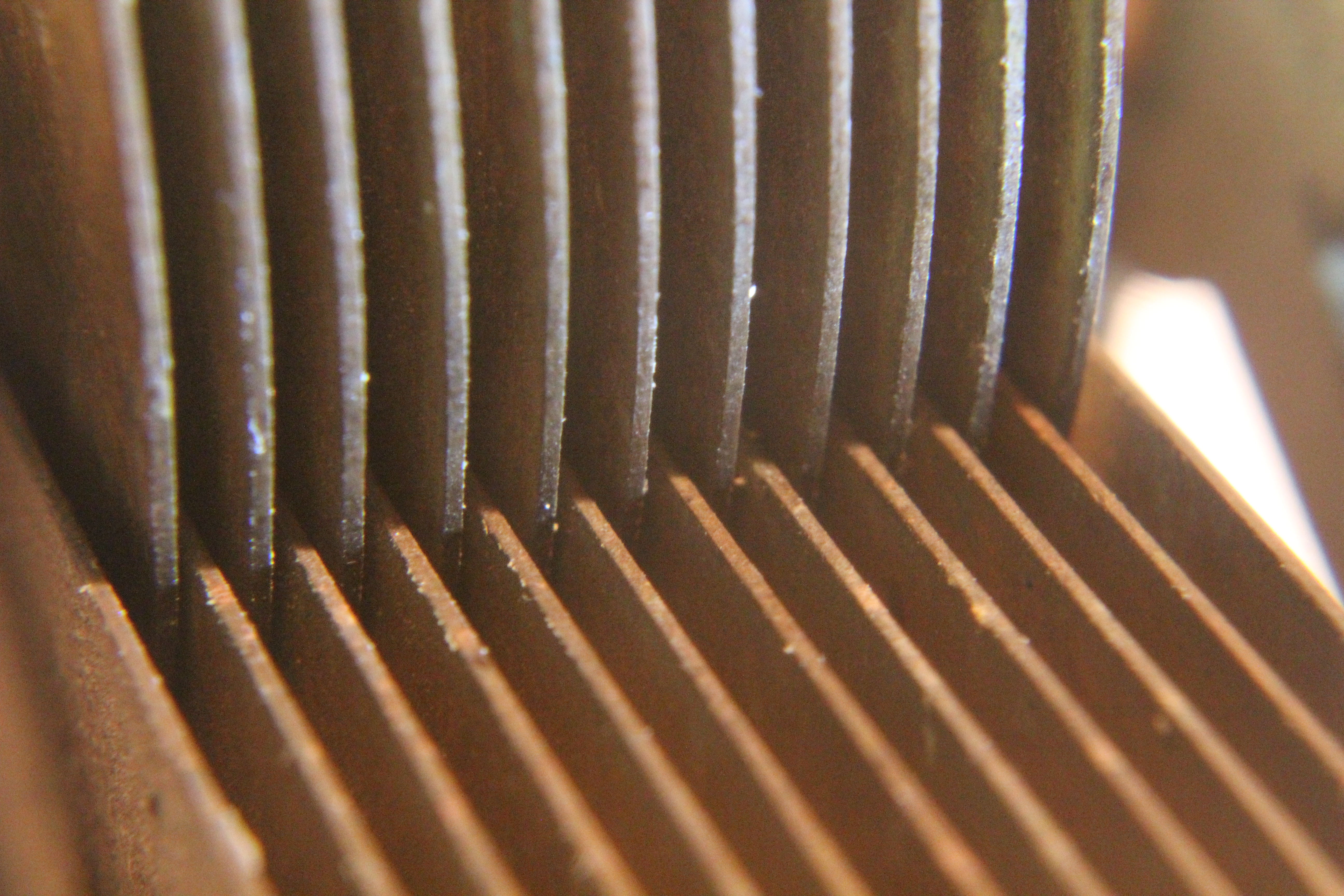
A fegyverzetek egymás közé benyúló lemezei

A forgókondenzátor olyan síkkondenzátor, amelyben az egyik fegyverzet a síkjára merőleges tengely körül elforgatható. Ezáltal az egymással szemben levő felületek nagysága megváltozik. így megváltozik a kondenzátor kapacitása is.
A forgókondenzátor kidolgozója Korda Dezső magyar mérnök volt, aki 1893. december 13-án Németországban (72447 számon) kapott szabadalmat erre az elektrotechnikai alkatrészre.
A gyakorlatban használt forgókondenzátorokban gyakran több lemezt egy közös tengelyre szerelnek, és az állórész is több lemezből áll. A forgókondenzátorok végkapacitása (Cmax) jellemzően néhányszor száz pikofarad.

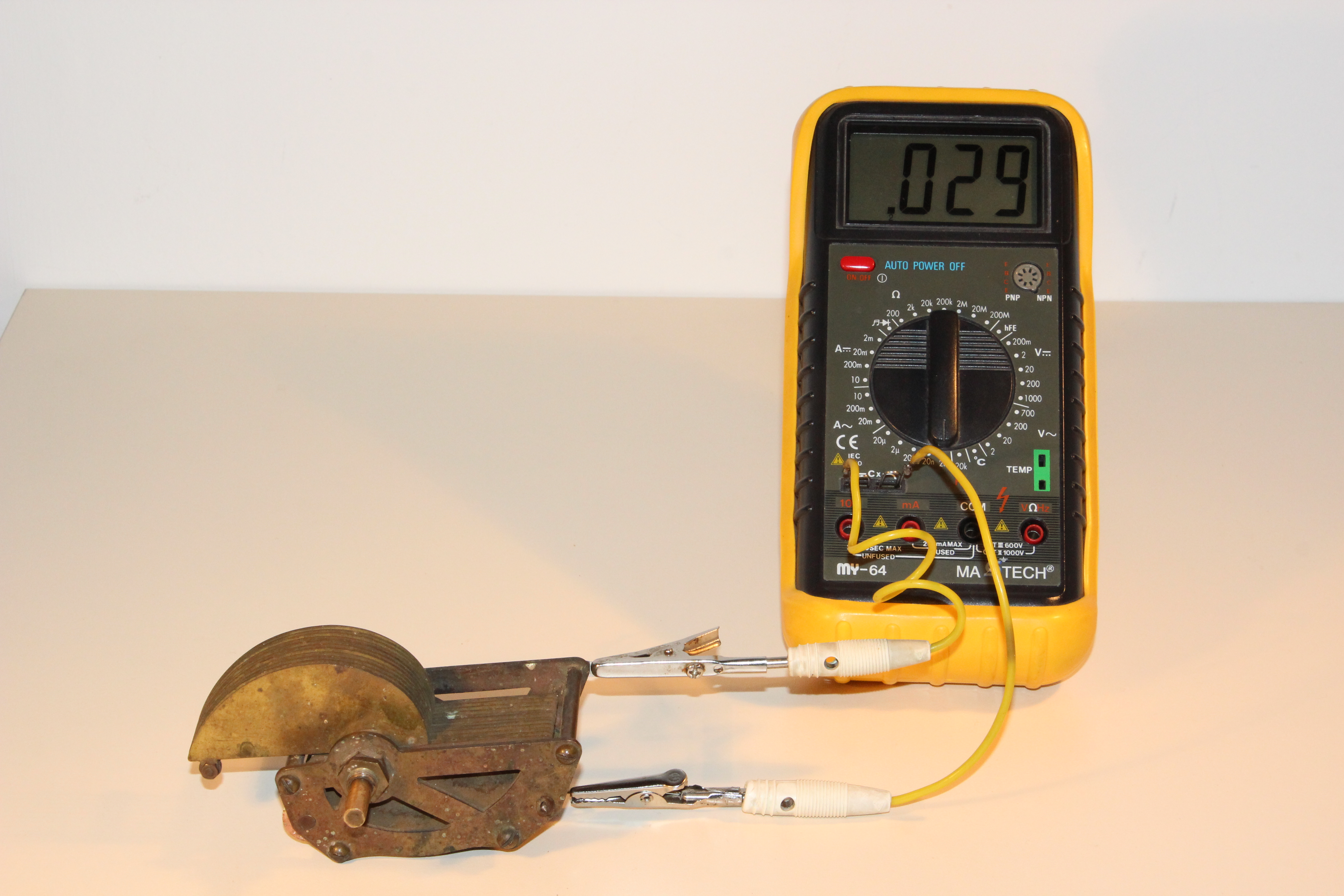
Forgókondenzátor Cmin = 29 pF
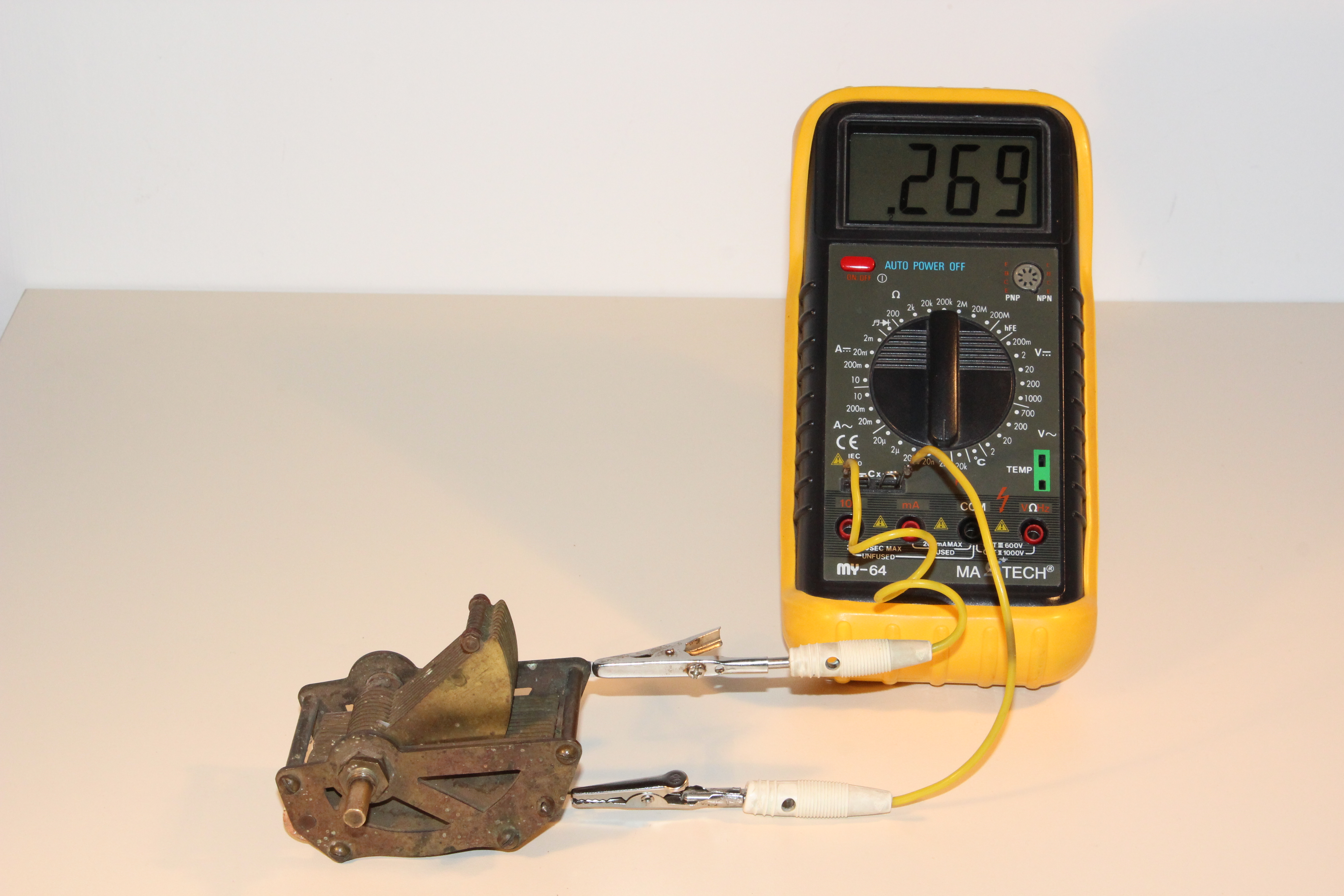
Forgókondenzátor C = 269 pF
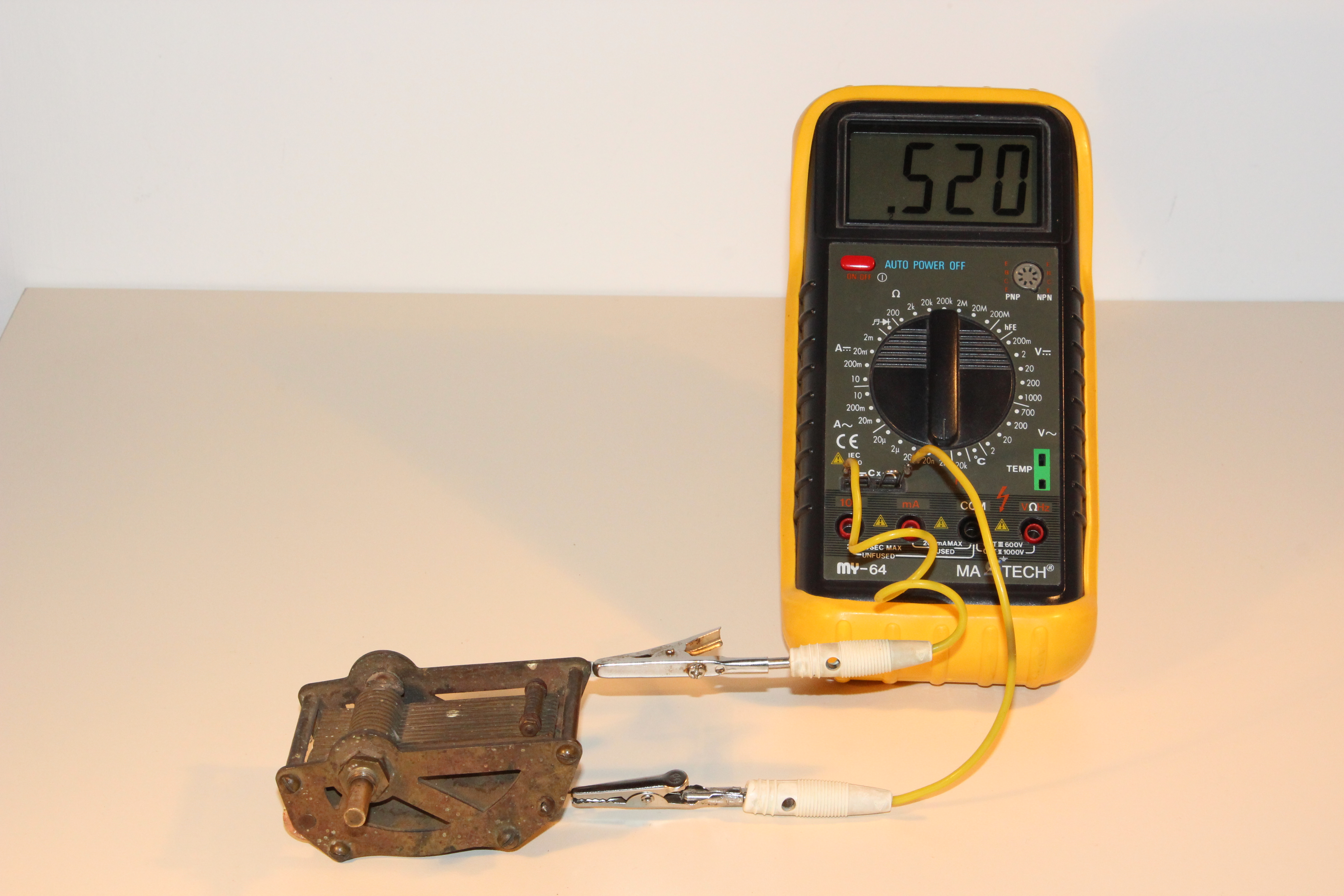
Forgókondenzátor Cmax = 520 pF

A forgókondenzátorokban a dielektrikum többnyire levegő, de vannak olyan forgókondenzátorok is, amelyeknél valamilyen műanyag fóliát helyeznek a fegyverzetek közé. Mivel a műanyagok permittivitása nagyobb, mint a levegőé, ugyanakkora kapacitás kisebb méretű forgókondenzátorral is elérhető.
A forgókondenzátorokat jellemzően a rádió-vevőkészülékek rezgőköreinek hangolására használják. Elsősorban a szuperheterodin rendszerű rádióvevőkben használnak olyan forgókondenzátort, amely két vagy több, közös tengelyre szerelt kondenzátor-egységből áll.

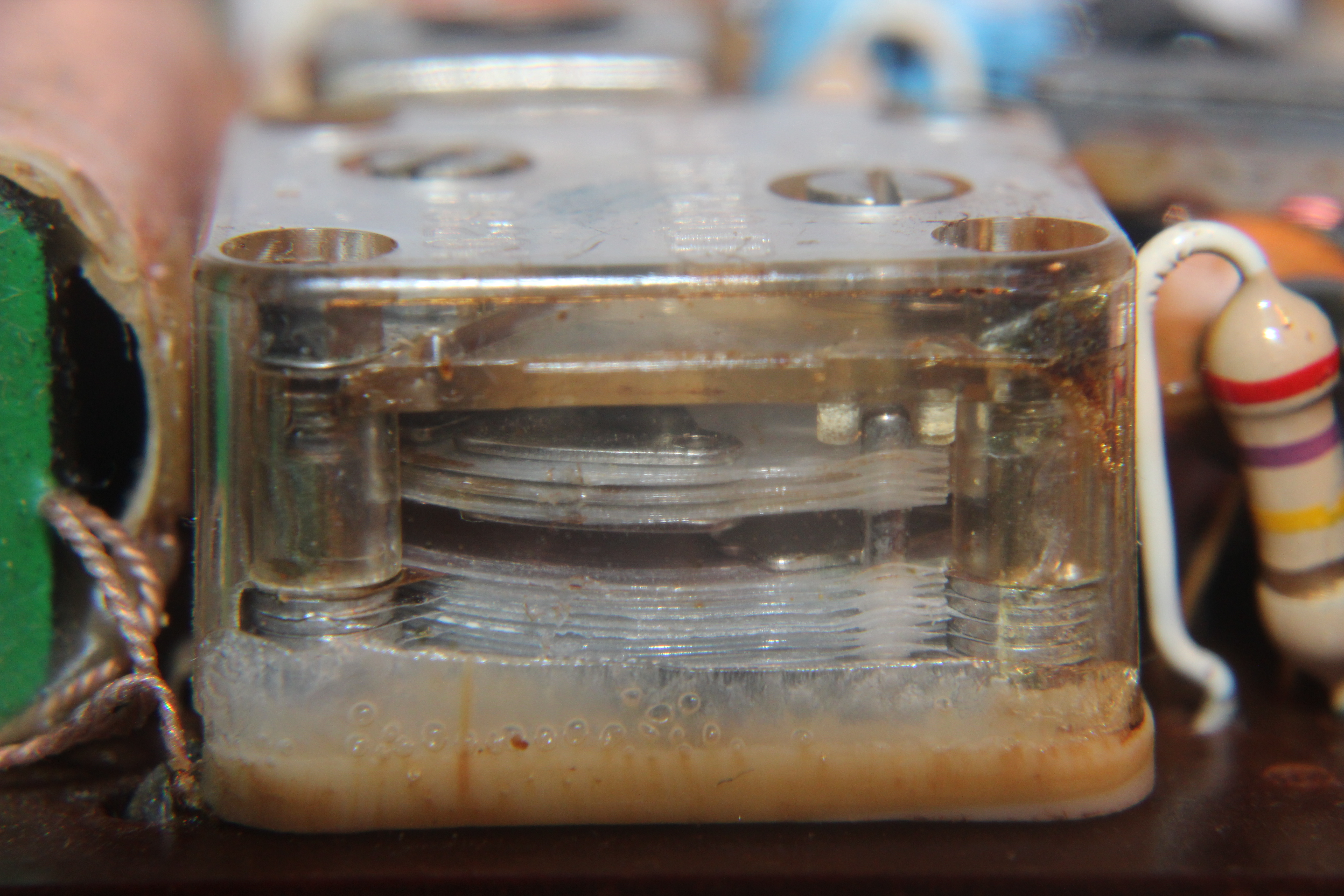
Műanyag-fóliás forgókondenzátor
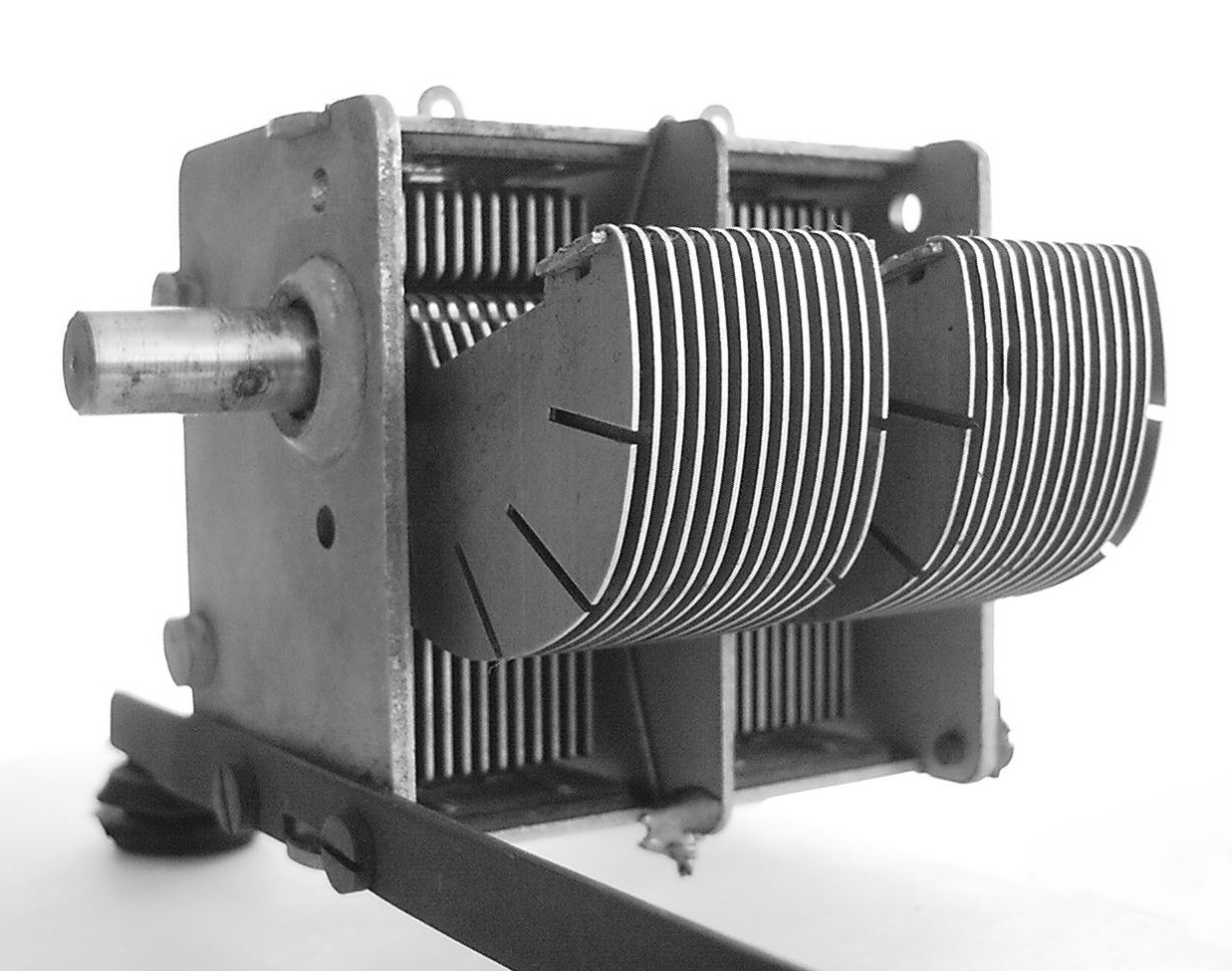
Két egységből álló fogókondenzátor
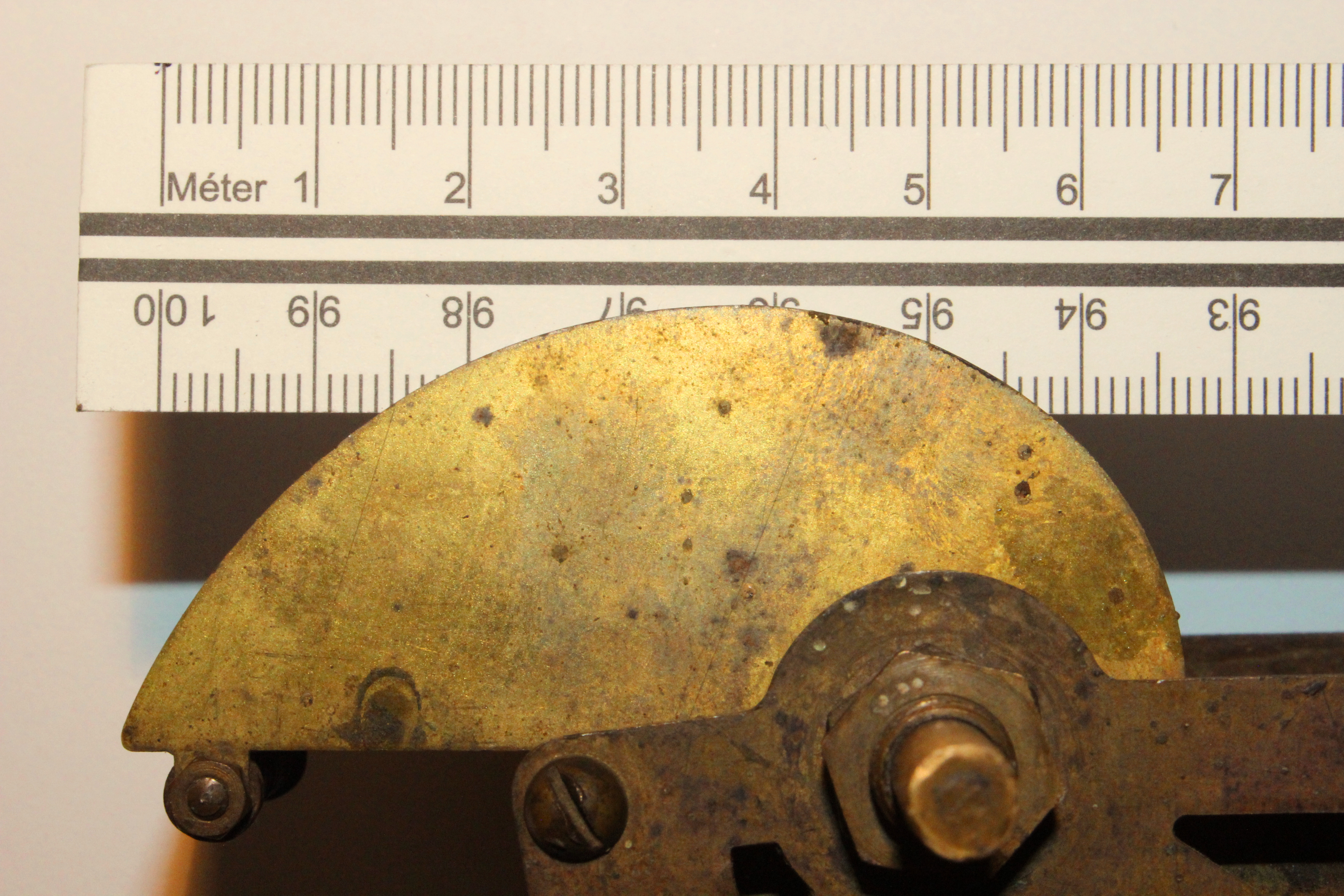
A fegyverzet alakja

Az egyszerűbb forgókondenzátorok lemezei többnyire félkör alakúak. Ezeknél a tengely elfordítási szögével egyenesen arányosan változik a kapacitás. A rádióvevőkben használt forgókondenzátorok forgó fegyverzetei ettől eltérő alakúak. Így ugyanis készíthető olyan forgókondenzátor, amelynél a tengely elfordítási szögével egyenesen arányosan változik vagy a vett rádióhullámok hullámhossza, vagy a vételi frekvencia. Ha pedig több rezgőkört kell együtt futva hangolni, a közös tengelyen együtt forgó fegyverzeteket a logaritmikus karakterisztikának megfelelően készítik, mert ez biztosítja, hogy az együtt forgó kondenzátoroknál azonos szögelforduláshoz azonos százalékos kapacitásváltozás tartozzon.

## Trimmerkondenzátor

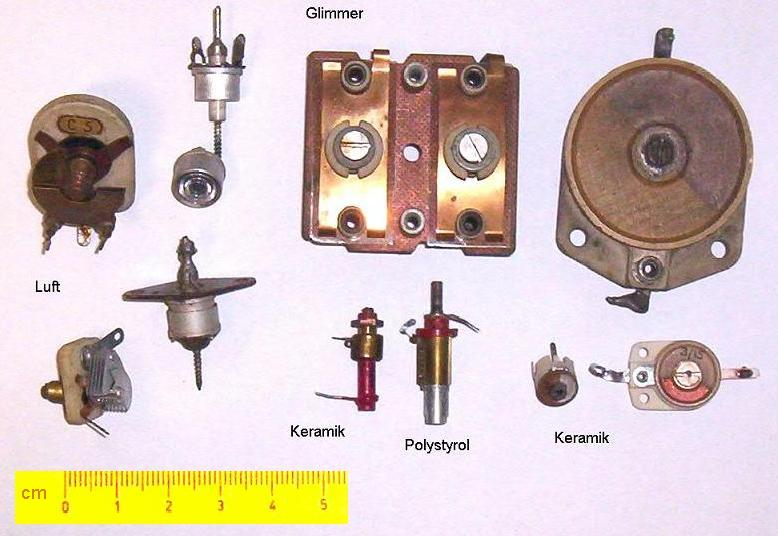
Trimmerkondenzátorok

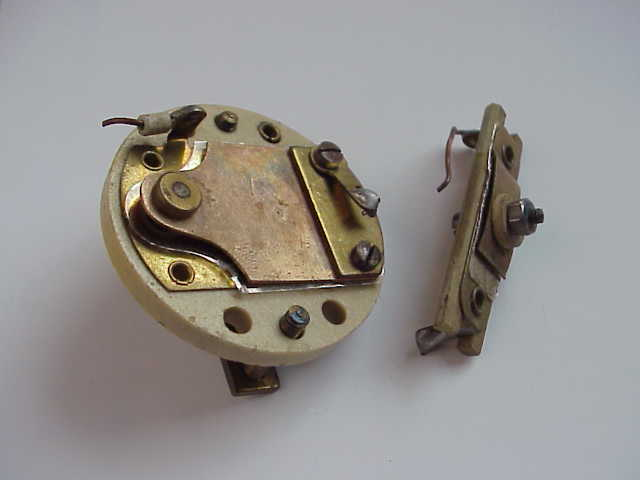
Szorítólemezes trimmerkondenzátorok

A trimmerkondenzátor olyan változtatható kapacitású kondenzátor, amelynél a kívánt kapacitásértéket csak ritkán (a készülék elkészítésekor, beüzemelésekor, behangolásakor) kell beállítani, és a kapacitást üzem közben már nem kell (és nem lehet) módosítani.  Az ilyen kondenzátorok végkapacitása jellemzően néhányszor tíz pikofarad. A trimmerkondenzátoroknak sokféle változata van.

### Szorítólemezes trimmerkondenzátor
A szorítólemezes trimmerkondenzátor kapacitását úgy lehet szabályozni, hogy a rugalmas fémlemezből készült fegyverzetek távolságát egy szorítócsavarral megváltoztatjuk. A rövidzár megakadályozása érdekében a fegyverzetek között egy csillámlap található. A csillám alkalmazásának további előnye, hogy permittivitása hétszer nagyobb, mint a levegőnek, így ugyanakkora kapacitás kisebb méretű trimmerkondenzátorral is elérhető.

### Lemezes trimmerkondenzátor
A lemezes trimmerkondenzátor a forgókondenzátorhoz hasonló felépítésű, de kisebb méretű és kapacitású kondenzátor. A lemezek többnyire félkör alakúak, és a forgórész tengelye csak valamilyen szerszámmal (általában csavarhúzóval) forgatható. Néha csak egyetlen lemezpárt tartalmaznak, bár vannak többlemezes változatok is. A szigetelő anyaga általában levegő, csillám, kerámia vagy valamilyen műanyag.

### Henger vagy cső alakú trimmerkondenzátor
Ezekben a kondenzátorokban a fegyverzeteket fémlemezből, vagy szigetelőre (többnyire kerámiára) felvitt fémbevonatból kialakított koncentrikus hengerpalástok alkotják. Általában csak egy hengerpalást-párt tartalmaznak, de vannak olyanok, amelyeknél mindkét fegyverzet több koncentrikus hengerből áll. A szigetelőanyag jellemzően levegő, kerámia vagy műanyag. A kapacitás beállítása két módon történhet. Egyik esetben egy beállítócsavarral az egyik fegyverzet a másik belsejében tengelyirányban eltolható, így az egymással szemben levő felületek nagysága megváltozik. A másik módszernél a beállítócsavar az egymáshoz képest rögzített fegyverzetek közti szilárd szigetelőt mozdítja el tengelyirányban, így a fegyverzetek közti szigetelő (például levegő–kerámia) „átlagos permittivitása” változik meg.

### Huzal-trimmerkondenzátor
A huzal-trimmerkondenzátor (röviden huzaltrimmer) egy házilag is elkészíthető trimmerkondenzátor, amelyet elsősorban a rádióamatőrök használtak. Egy vastagabb (~1 mm átmérőjű) szigetelt huzalra egy vékonyabb (~0,3 mm átmérőjű) szigetelt huzalt tekercselnek. A kapacitás értékét a vékonyabb huzal fel- vagy letekercselésével lehet beállítani, ezután a felesleges huzaldarabokat levágják. Gyorsabb megoldás, hogy a szükségesnél nagyobb kapacitású huzaltrimmerből csípőfogóval kisebb darabokat levágva állítják be a kívánt kapacitásértéket.

## Változtatható kapacitású vákuum- vagy gáztöltésű kondenzátor
A változtatható kapacitású vákuumkondenzátor belsejében nagyvákuum a szigetelő. (Az ilyen kondenzátorban a maradék gáz nyomása mindössze 10−5 Pa nagyságrendű.) A légszigetelős kondenzátorokkal ellentétben a vákuumkondenzátorban a fegyverzetek közti térrész állapota nem függ a környezet jellemzőinek (például nyomás, hőmérséklet, páratartalom stb.) megváltozásától, így az ilyen kondenzátorok kapacitása gyakorlatilag független ezektől a tényezőktől. Mivel a vákuum jobb szigetelő, mint a levegő, ezért a vákuumkondenzátor nagyobb feszültséggel használható.
A változtatható kapacitású vákuumkondenzátorban a rögzített fegyverzetet koncentrikus fémhenger-palástok alkotják, a másik fegyverzet hasonló kivitelű, és koncentrikusan az állórészbe csúsztatható. A fegyverzeteket zárt üveg- vagy kerámiabura veszi körül, amelynek belsejéből eltávolítják a levegőt. A mozgó fegyverzet egy (esetenként villanymotorral meghajtott) csavaros beállítószerkezettel tengelyirányban eltolható. A beállítószerkezetnél vagy tömítőgyűrűkkel, vagy fémlemezből készített harmonikaszerű mandzsettával biztosítják a szükséges tömítettséget.
A változtatható kapacitású gáztöltésű kondenzátor hasonló kivitelű, de belsejében megfelelő védőgáz (például kén-hexafluorid) található. 
A változtatható kapacitású vákuum- vagy gáztöltésű kondenzátorokat elsősorban rádióadókban, a nagyfeszültségű és nagyfrekvenciás rezgőkörök hangoló/beállító kondenzátoraként használják. Végkapacitásuk néhányszor ezer pikofarad, az üzemi feszültség néhányszor tízezer volt lehet.

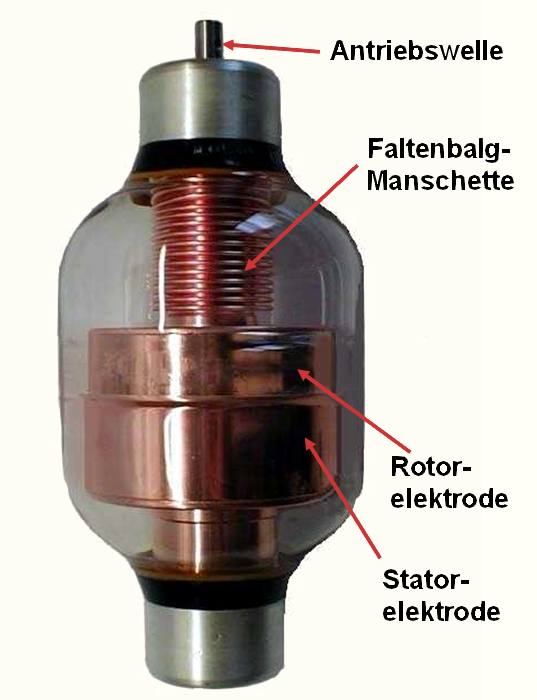
Változtatható kapacitású vákuumkondenzátor
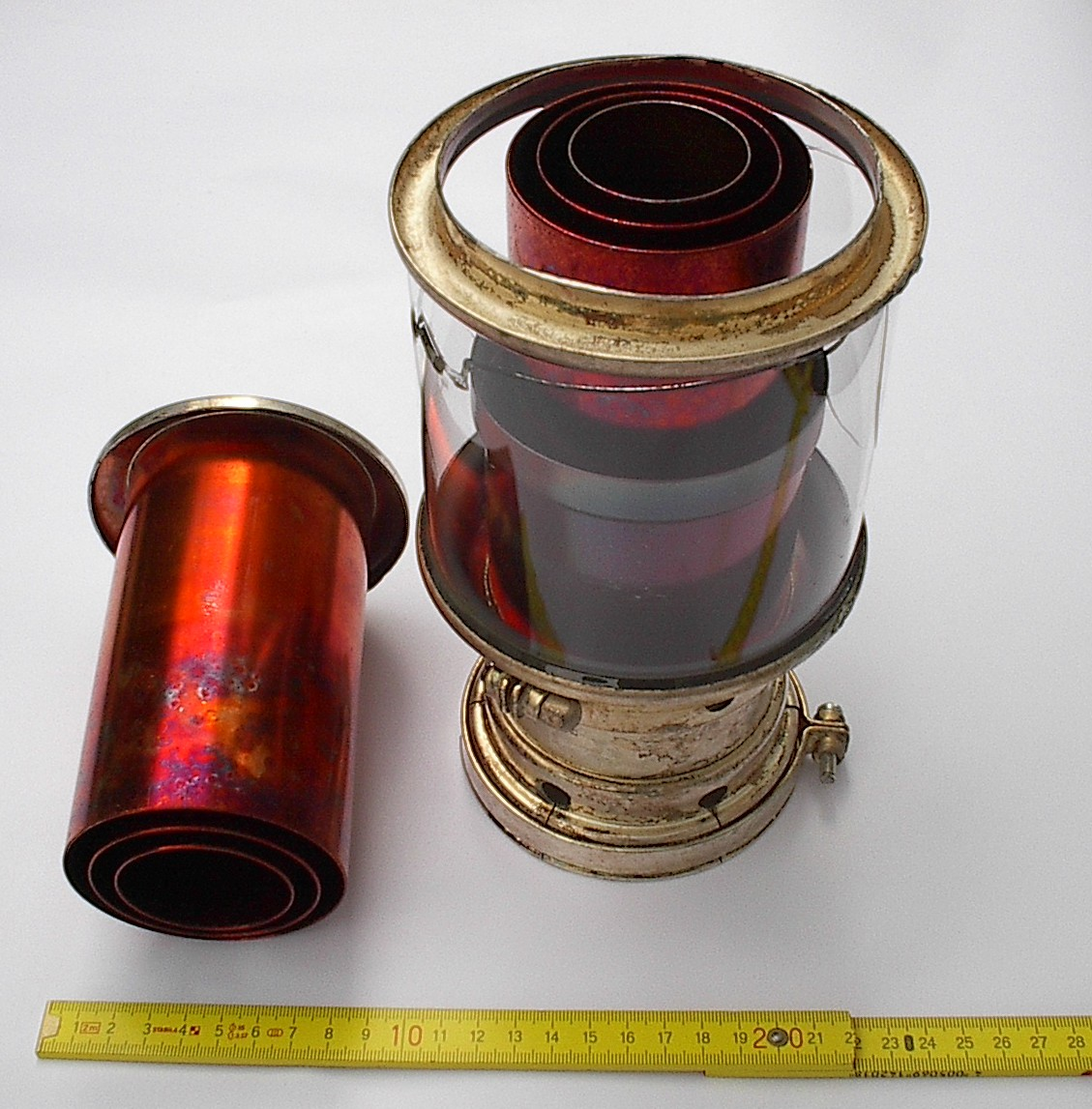
Szétszerelve
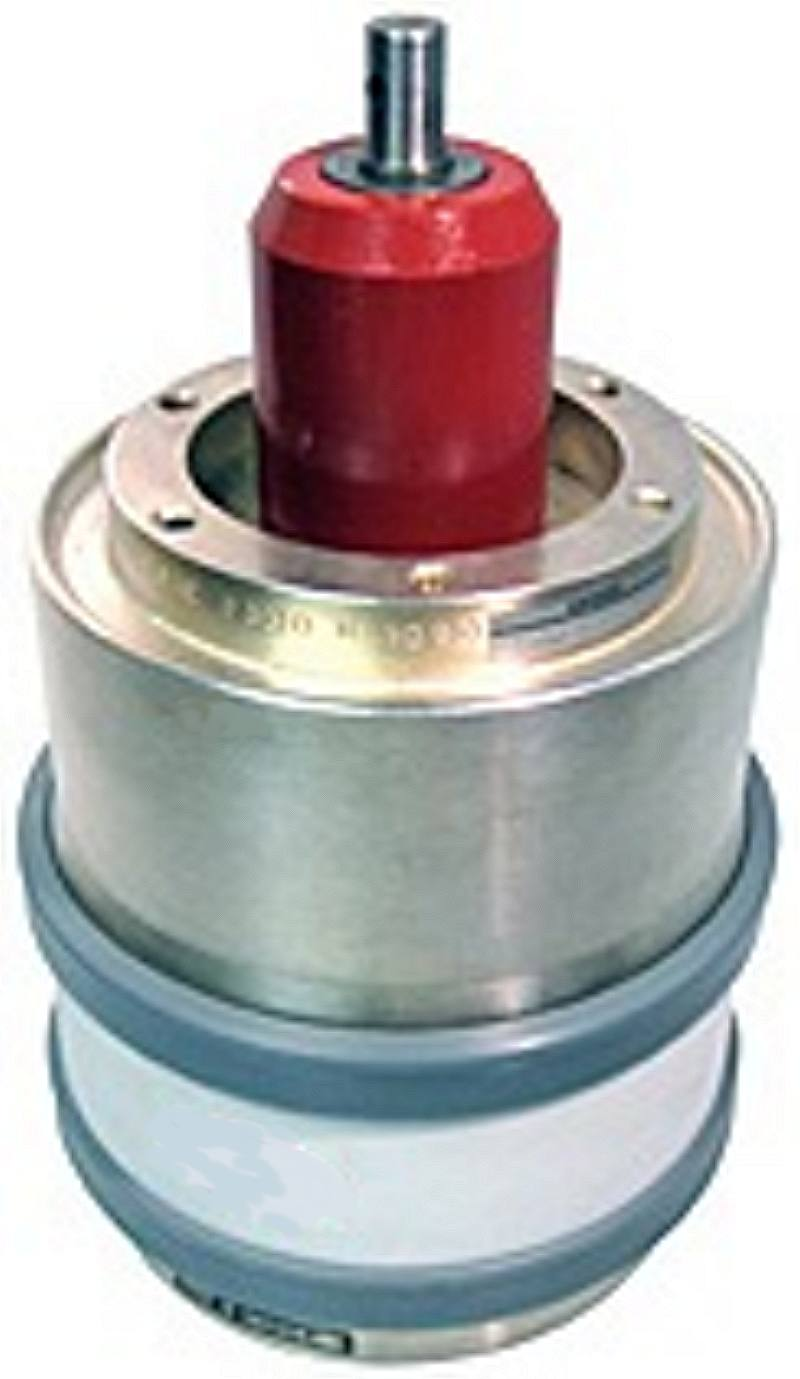
Kerámiaburkolatos változat

## Varikap dióda
A varikap dióda, más elnevezésekkel varicap dióda, kapacitásdióda vagy hangolódióda egy olyan változtatható kapacitású félvezető dióda, amelynek a kapacitása a kivezetéseire kapcsolt feszültséggel változtatható. A záróirányban rákapcsolt feszültség hatására ugyanis megnő a dióda kétféle, p és n rétege (fegyverzetek) közti kiürített záróréteg (szigetelő) vastagsága, így csökken a dióda kapacitása.

## Kapacitív érzékelő
A kapacitív érzékelő olyan érzékelő, amelyben valamilyen fizikai mennyiség megváltozása az érzékelő kapacitásának megváltozását eredményezi. Működés szempontjából tehát a kapacitív érzékelő olyan változtatható kapacitású kondenzátornak tekinthető, amelyben a mérendő fizikai mennyiség megváltoztatja ennek a kondenzátornak valamelyik jellemzőjét: a fegyverzetek közti szigetelő permittivitását (ε), a fegyverzetek egymással szemben álló felületének nagyságát (A) vagy a fegyverzetek távolságát (d).